# Parque das Nações
Der Parque das Nações [ˈpaɾkɯ dɐʃ nɐˈsõĩʃ], zu deutsch Park der Nationen, ist eine Stadtgemeinde (Freguesia) der portugiesischen Hauptstadt Lissabon. Sie umfasst das ehemalige Ausstellungsgelände der Expo 98. Das direkt am Tejo gelegene Gebiet steht bis heute größtenteils unter der Verwaltung der staatlichen ParqueExpo, S.A und hat sich nach der Weltausstellung zu einem neuen Stadtviertel mit zahlreichen kulturellen und sportlichen Institutionen entwickelt. Im Zuge der Gemeindereform wurde es am 29. September 2013 zu einer eigenen Gemeinde erhoben. 

## Gelände
Vor der Entscheidung das Gebiet am Tejo zum Gelände einer Weltausstellung umzufunktionieren, befanden sich dort hauptsächlich große Industriebetriebe. Mit der Entscheidung für die Expo 98 und deren Thema „Die Ozeane: Ein Erbe für die Zukunft“, koordiniert von der portugiesischen Regierung und der Lissaboner Stadtverwaltung, begann die komplette Neubebauung. Dabei setzten die politischen Instanzen auch auf moderne Architektur für das Expo-Gelände, um so einen Gegenpol zur „Baixa de Lisboa“, der Lissaboner Innenstadt, zu bilden und das Gebiet als ein neues Tourismusziel zu etablieren. Eine Nachnutzung wurde bereits von Anfang an für alle Gebäude angestrebt.
Der Bahnhof Lissabon-Oriente beziehungsweise Gare do Oriente, entworfen von Santiago Calatrava, stellt den Mittelpunkt des Parque das Nações dar. Vom Bahnhof aus gibt es zahlreiche Zugverbindungen in nahezu alle Landesteile, die Linha Vermelha der Metro Lissabon gewährleistet eine Verbindung in die Innenstadt. Mit dem Bau der dritten Tejo-Brücke südlich des Parque das Nações und der somit ermöglichten neuen, direkten Verbindung in Richtung Madrid und Algarve wird der Bahnhof zusätzlich an Bedeutung gewinnen. Westlich des Bahnhofes befindet sich ein großer Busbahnhof verschiedener portugiesischer Busgesellschaften.

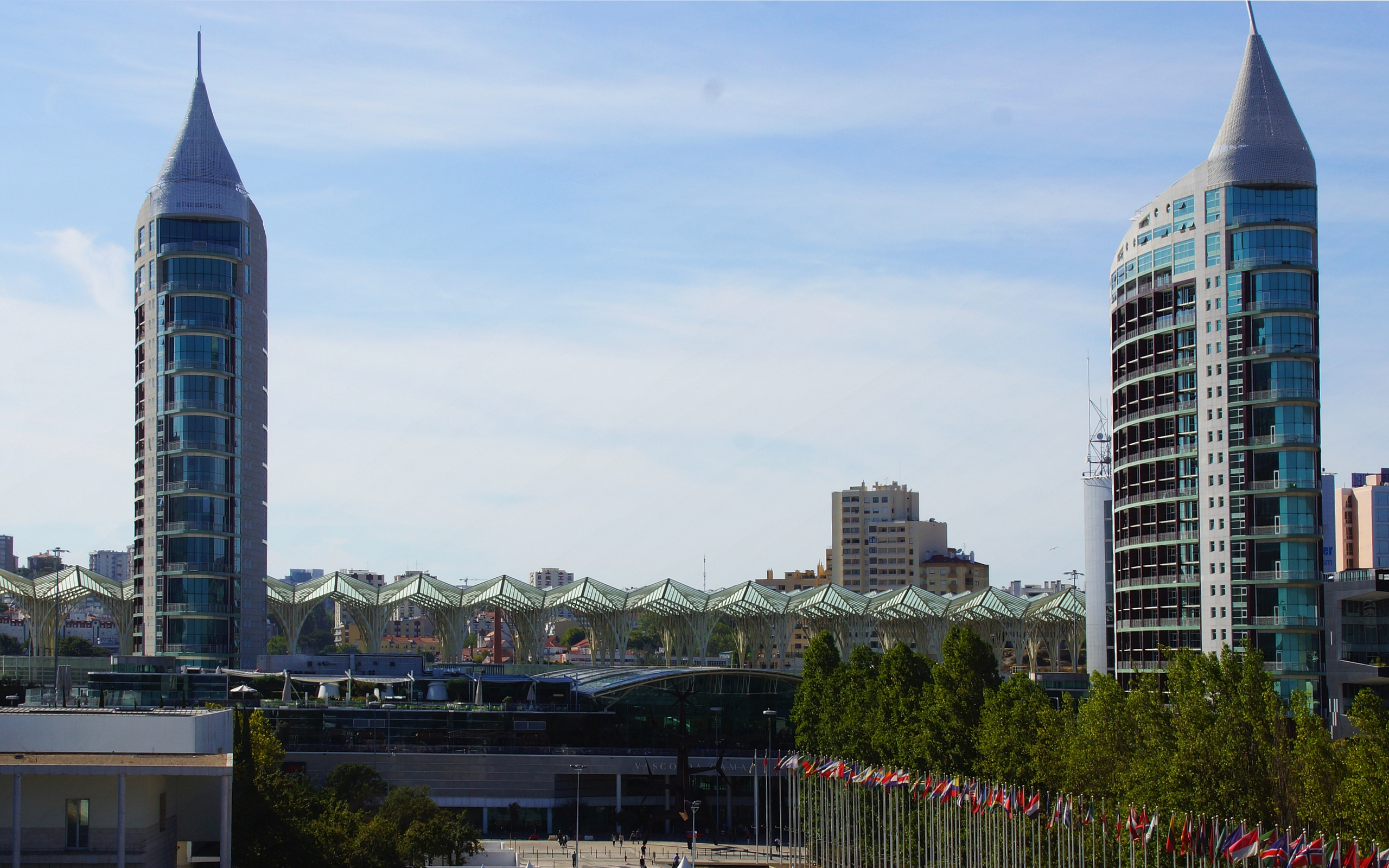
Die Torres São Rafael e São Gabriel rechts und links neben dem Einkaufszentrum im Parque das Nações, dahinter der Gare Estação do Oriente

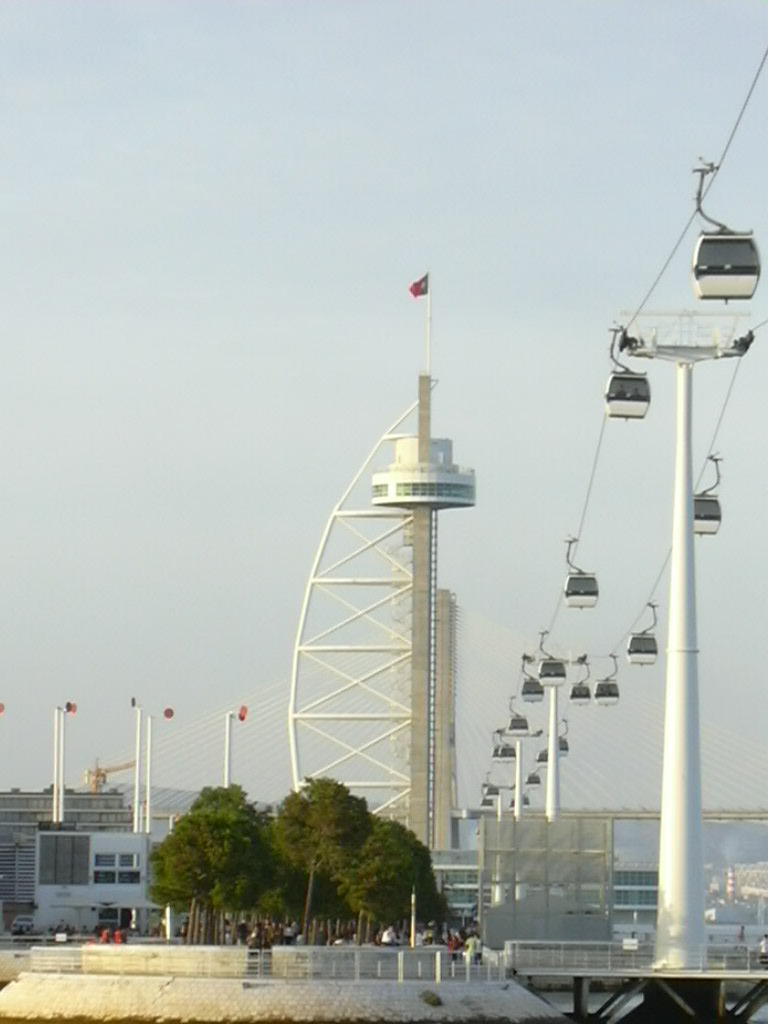
Vasco-da-Gama-Turm und Seilbahn

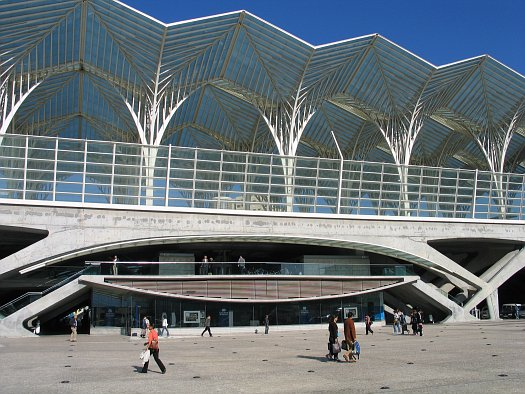
Bahnhof Lissabon-Oriente, Mittelpunkt des Parque das Nações

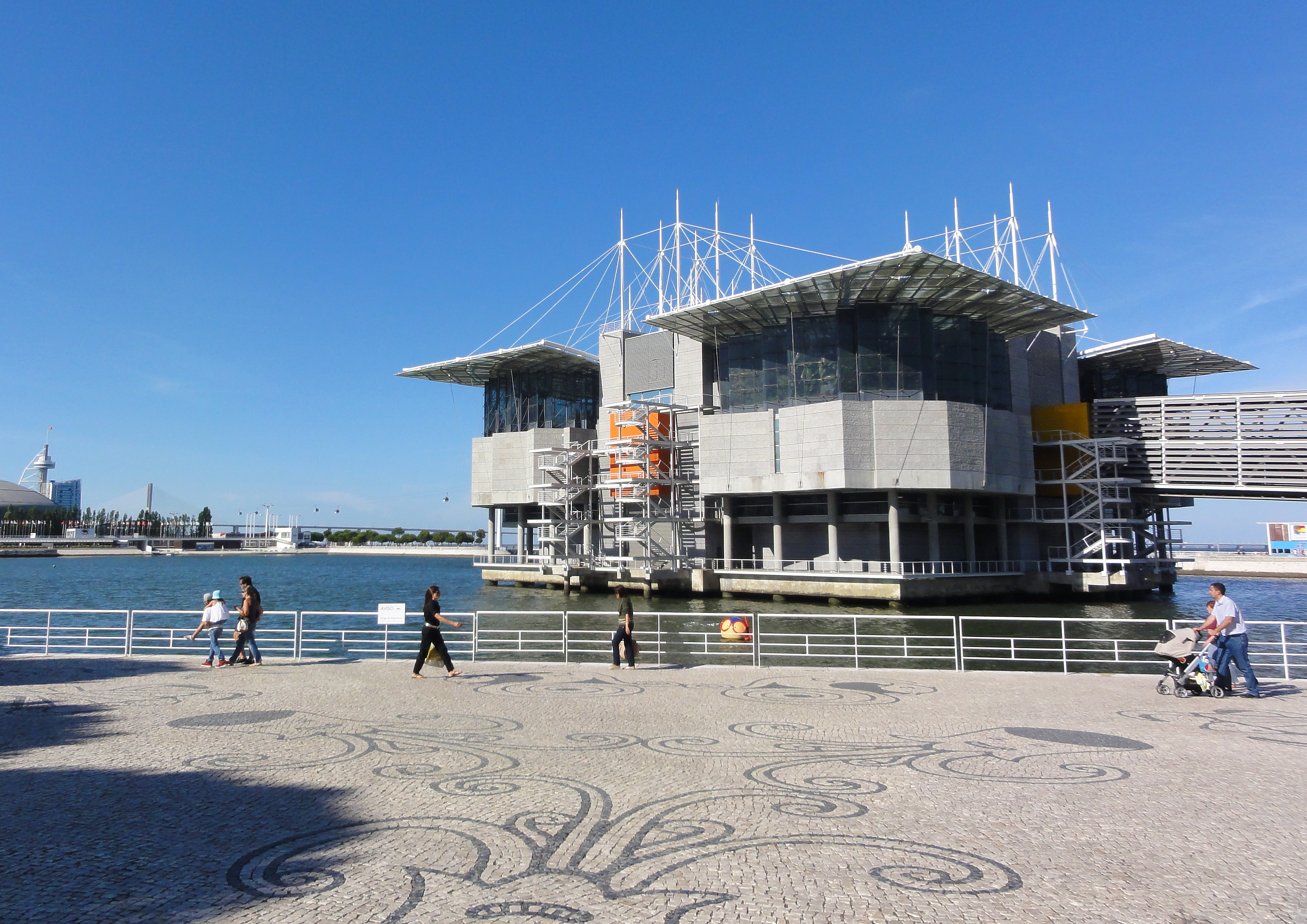
Das Oceanário de Lisboa zeigt eine große Artenvielfalt an Fischen und anderen Meerestieren

Über einen unterirdischen Zugang ist es möglich zum östlich des Bahnhofs gelegenen Einkaufszentrum Vasco da Gama zu kommen, welches oberirdisch unmittelbar angrenzend vom weiteren Wahrzeichen Lissabons, den beiden 110 Meter hohen Zwillingstürmen Torres São Rafael e São Gabriel nördlich und südlich flankiert wird. Das Einkaufszentrum, heute verwaltet von der Tochterfirma Sonaesierra des Mischkonzerns Sonae, besaß während der Expo 98 die Funktion eines Empfangsgebäudes für die Weltausstellung.
Östlich des Bahnhofs, hinter dem Einkaufszentrum, befindet sich der Pavilhão Atlântico, während der Expo als Pavilhão da Utopia bezeichnet. Er ist heute eine Multifunktionshalle, Großkonzerte bekannter Bands finden in dieser Halle statt. Nördlich davon befinden sich heute die Internationalen Ausstellungshallen, wo sich das neue Lissaboner Messezentrum („Feira Internacional de Lisboa“) einrichtete. Im Norden von der Messe bot der 145 Meter hohe Torre Vasco da Gama eine Aussicht auf den Tejo und den Parque das Nações an sich. 
Zum Gelände der Weltausstellung gehört außerdem der ehemalige Zukunftspavillon (Pavilhão do Futuro), der heute nun das Lissaboner Casino beherbergt, auch der Wissenspavillon (Pavilhão do Conhecimento), heute das Lissaboner Museum für Wissenschaft. Zu den bekanntesten Bauwerken im Parque das Nações gehört zudem das Ozeanarium, das eine große Auswahl an Meerestieren besitzt, beispielsweise Haie, Rochen, Karibikfische als auch Schwärme von Thunfischen und Sardinen. Die vier Ecken des Oceanário nehmen Nachbildungen bestimmter Regionen ein. So gibt es beispielsweise einen Antarktisbereich mit Pinguinen und künstlichem Gletscher, aber auch eine Mangrovenwaldlandschaft.

## Politische Entwicklung
Der Parque das Nações wie die umgebenden Gebäude waren Teil der Freguesia Santa Maria dos Olivais im Kreis Lissabon und in den Gemeinden Moscavide und Sacavém im Kreis Loures. Mit der fortschreitenden Entwicklung des Gebietes mehrten sich Stimmen, den Bereich herauszulösen und eine neue Freguesia mit dem Namen Oriente zu bilden. Im Zuge der Gemeindereform in Portugal wurde der Parque das Nações am 29. September 2013 zu einer eigenen Stadtgemeinde erhoben.